# Leptobatopsis melanomera
Leptobatopsis melanomera är en stekelart som beskrevs av Setsuya Momoi 1971. Leptobatopsis melanomera ingår i släktet Leptobatopsis och familjen brokparasitsteklar. Inga underarter finns listade i Catalogue of Life.